# ヘールト・デ・フリーガー
ヘールト・デ・フリーガー（Geert De Vlieger、1971年10月16日 - ）は、ベルギー・デンデルモンデ出身の元同国代表サッカー選手。ポジションはGK。

## 経歴
現役時代は主にベルギー国内のクラブで活躍し、2000年から6年間は国外のクラブであるヴィレムIIとマンチェスター・シティFCに所属していた。ベルギー代表では1999年から2006年までの期間でA代表通算43試合に出場し、UEFA EURO 2000と2002 FIFAワールドカップの2つのメジャー大会に出場。EUROではフィリップ・デ・ヴィルデに次ぐ第2GKという立場だったが、ワールドカップでは正GKとして大会4試合に出場し、ベスト16進出に貢献した。

## 代表歴

### 出場大会
- ベルギー代表
  - 2002 FIFAワールドカップ

### 試合数
- 国際Aマッチ 43試合 0得点（1999年-2006年）[4]

| ベルギー代表 | 国際Aマッチ | 国際Aマッチ |
| 年           | 出場        | 得点        |
| ------------ | ----------- | ----------- |
| 1999         | 5           | 0           |
| 2000         | 5           | 0           |
| 2001         | 10          | 0           |
| 2002         | 13          | 0           |
| 2003         | 7           | 0           |
| 2004         | 2           | 0           |
| 2005         | 0           | 0           |
| 2006         | 1           | 0           |
| 通算         | 43          | 0           |